# Шалан Сен Виктор
Шала̀н Сен Викто̀р (на италиански и на френски: Challand-Saint-Victor, на местен диалект: Tchallan, Чалан) е село и община в Северна Италия, автономен регион Вале д'Аоста. Разположено е на 744 m надморска височина. Населението на общината е 605 души (към 2010 г.).